# 老司城遗址
老司城遗址（北部土家语：Huvsif Cenr）是一处位于中国湖南省西北湘西土家族苗族自治州永顺县灵溪镇灵犀河畔的土司遗址。老司城最早建立于南宋时期，为土家族永顺宣慰司彭氏的数百年的司治所在，其统治瓦解于自清雍正年间改土归流。明代后期土司的治所在迁移到了以北的颗砂地区，称作“新司城”，因而原址称被称作“老司城”。
2001年老司城遗址被列为第五批全国重点文物保护单位，2010年被国家文物局列入首批国家考古遗址公园立项名单，2011年被评为“2010年度全国十大考古新发现”之一。2015年老司城遗址作为“土司遗址”之一成功登入世界文化遗产。

## 历史
据清代《永顺县志》记载，土司彭福石宠于南宋绍兴五年（1135年）袭职后，迁治于灵溪之福石郡，即今老司城。清雍正六年（1728年）改土归流，末代土司彭肇槐于次年迁回祖籍江西吉安。老司城从此废弃。

## 考古发掘
1995年10～12月、1996年9月、1998年10～11月、2010年4月至2011年1月，湖南省文物考古研究所、湘西自治州文物局及永顺县文物局先后四次对老司城及外围相关遗址进行调查与发掘，基本明确了城址各个功能区的分布情况。老司城及其周边的建筑大多建于明代，宫殿区与衙署区位于城址的中心，其周围分布有街道区、土司墓葬区、宗教区、苑墅区等功能区。宫殿区依山而建，形状略呈椭圆形，东北高、西南低，周长436米，总面积约14000平方米。考古发掘出土遗物有建筑材料和青花瓷等。